# Eric Wunderlich
Eric Allen Wunderlich (22 maggio 1970) è un ex nuotatore statunitense.

## Carriera
Specializzato nella rana, ha fatto parte per due volte della nazionale statunitense che si è laureata campione del mondo nel 1991 e nel 1994 nella staffetta 4x100m misti.

## Palmarès
- Mondiali

Perth 1991: oro nella 4x100m misti.
Roma 1994: oro nella 4x100m misti e argento nei 200m rana.
- Mondiali in vasca corta

Palma di Maiorca 1993: oro nella 4x100m misti e bronzo nei 200m rana.
- Giochi PanPacifici

Edmonton 1991:  bronzo nei 200m rana.
Kobe 1993: bronzo nei 200m rana.
Atlanta 1995: oro nella 4x100m misti e nei 100m rana, argento nei 200m rana.